# Municipio de Salinas (México)
El municipio de Salinas es uno de los 59 municipios en que se encuentra dividido el estado mexicano de San Luis Potosí, se localiza en la zona oeste del estado y su cabecera es la población de Salinas de Hidalgo.

## Geografía
Salinas se encuentra localizado al oeste del estado de San Luis Potosí, en la región que se denomina como el Altiplano, tiene una extensión territorial de 1,745.31 kilómetros cuadrados y que representan el 2.88% del total de San Luis Potosí; sus límites territoriales son al oeste con el municipio de Villa de Ramos, al norte con el municipio de Santo Domingo, al este con el municipio de Charcas, con el municipio de Venado y el municipio de Moctezuma, al sur, sureste y suroeste limita con el estado de Zacatecas, donde sus límites corresponden a los municipios de General Pánfilo Natera, Villa González Ortega, Noria de Ángeles, Villa Hidalgo y Pinos.

### Topografía e hidrografía
Salinas tiene un relive casi plano, como la mayor parte del altiplano potosino, que sin embargo es surcado por pequeñas serranías y elevaciones; en Salinas las principales se encuentran al extremo sur, en los límites con el estado de Zacatecas. Fisiográficamente todo el territorio pertenece a la Provincia IX Mesa del Centro y a dos subprovincias, un muy pequeño sector al suroeste forma parte de la Subprovicia 43 Llanuras de Ojuelos - Aguascalientes, mientras que el resto se encuentra en la Subprovincia 42 Llanuras y sierras potosino-zacatecanas.
En todo el territorio municipal no existen ríos de importancia debido al clima fundamentalmente seco que se registra en la zona, sin embargo, como en muchas zonas desérticas del norte de México existen cuencas cerradas que albergan lagunas, como las de Salinas, las Cruces, la Mesilla y Chalpa que durante la mayor parte del tiempo se encuentran secas, captando agua únicamente en temporada de lluvias; todo el municipio pertenece a la Cuenca San Pablo y otras de la Región hidrológica El Salado.

### Clima y ecosistemas
En Salinas se registran dos tipos de clima, en el este del territorio y en el extremo suroeste existe un clima Semiseco templado, mientras que en el resto del territorio, formado fundamentalmente por toda la zona central, el clima es Seco templado; la temperatura media anual en todo el territorio va de 16 a 18 °C; mientras que la precipitación promedio anual sigue exactamente el mismo patrón que la distribución de climas, teniendo el este y el extremo suroeste un promedio de 400 a 500 mm, y el resto del territorio de 300 a 400 mm.
Prácticamente todo el territorio de Salinas se encuentra cubierto por matorral, únicamente algunas zonas del sur del territorio se dedican a la agricultura, mientras algunas pequeñas extensiones del norte llegan a tener vegetación clasificada como pastizal; en consecuencia las principales especies vegetales son nopal, cardonal, mezquite y huizache, típicas de las zonas desérticas. Entre las principales especies animales se encuentran la víbora de cascabel, largartijas y liebres.
| Mapas geográficos de Salinas |        |
|                              |        |
| Relieve e hidrología         | Climas |

## Demografía
Los resultados del Conteo de Población y Vivienda de 2005 dan como población total del municipio de Salinas a 26,985 personas, de las cuales 12,770 son hombres y 14,215 son mujeres; por lo que el 47.3% de su población es del sexo masculino, la tasa de crecimiento poblacional anual de 2000 a 2005 ha sido del 0.4%, el 38.6% de los habitantes son menores de 15 años de edad, mientras que entre esa edad y 64 años se encuentra 54.7% de los pobladores, así mismo el 55.1% de la población reside en localidades de más de 2,500 habitantes y el 0.1% de los pobladores mayores de 5 años de edad son hablantes de alguna lengua indígena.
| Evolución demográfica del municipio de Salinas |        |        |        |        |        |
| Año                                            | 1990   | 1995   | 2000   | 2005   | 2020   |
| Población                                      | 21,735 | 23,760 | 26,405 | 26,985 | 31,107 |

### Grupos étnicos
De acuerdo al mismo Conteo del INEGI, la población mayor de 5 años de edad que habla alguna lengua indígena es de un total de 31 personas, que representan apenas el 0.1% de la población; de ellos son bilingües al español 29, mientras que 2 no especifican dicha condición; de la misma manera, 24 de ellas no especifican cual lengua indígena hablan, existiendo además 4 hablantes de náhuatl, 2 de otomí y 1 de huasteco.

### Localidades

Principales localidades del municipio de Salinas.

El municipio de Salinas tiene una totalidad de 148 localidades, las principales y su población en 2020 son las siguientes:
| Localidad                      | Población |
| Total Municipio                | 31,107    |
| Salinas de Hidalgo             | 18,586    |
| Palma Pegada                   | 1,128     |
| Colonia Juárez (Las Colonias)  | 938       |
| Conejillo                      | 794       |
| La Reforma                     | 758       |
| Salitrillo                     | 698       |
| Punteros                       | 643       |
| Noria de Cañas                 | 568       |
| Diego Martín (Charco Colorado) | 520       |
| El Estribo                     | 488       |
| El Alegre                      | 318       |
| El Potro                       | 311       |

## Política
Desde el año de 1827 se menciona la existencia del ayuntamiento de Salinas, correspondiéndolo desde entonces a este el gobierno del municipio; el ayuntamiento está integrado por el presidente municipal, el síndico, y el cabildo, formado a su vez por un regidor de mayoría y cinco regidores de representación proporcional; todos son elegidos para un periodo de tres años no reelegibles para el periodo inmediato pero sí de manera no continua  mediante elección universal, directa y secreta, entrando a ejercer sus cargos el día 1 de enero del año siguiente a su elección.

### Representación legislativa
Para la elección de diputados locales al Congreso de San Luis Potosí y de diputados federales a la Cámara de Diputados, Salinas se encuentra integrado en los siguientes distritos electorales:
Local:
- II Distrito Electoral Local de San Luis Potosí con cabecera en Salinas de Hidalgo.[16]

Federal:
- I Distrito Electoral Federal de San Luis Potosí con cabecera en la ciudad de Matehuala.[17]

### Presidentes municipales
| Presidente municipal              | Período               | Partido político | Notas |
| Raúl Izas Galván                  | 01-10-1949–30-09-1952 | PRI              |       |
| Juan Manuel Córdoba               | 01-01-1953–31-12-1955 | PRI              |       |
| Raúl Izas Córdoba                 | 01-01-1956–31-12-1958 | PRI              |       |
| Daniel Calzada                    | 01-01-1959–31-12-1961 | PRI              |       |
| Pedro Villalobos                  | 01-01-1962–31-12-1964 | PRI              |       |
| Daniel L. Calzada                 | 01-01-1965–31-12-1967 | PRI              |       |
| José Torres García                | 01-01-1968–31-12-1970 | PRI              |       |
| Irene Cadena de Lozano            | 01-01-1971–31-12-1973 | PRI              |       |
| Alfonso Ruedas Ortiz              | 01-01-1974–31-12-1976 | PRI              |       |
| Pedro Delgado Calzada             | 01-10-1976–30-09-1979 | PRI              |       |
| Arturo Chávez Izaguirre           | 01-01-1980–31-12-1982 | PRI              |       |
| Benjamín Dávila Guerrero          | 01-01-1983–31-12-1985 | PRI              |       |
| Francisco Páez Galván             | 01-10-1985–30-09-1988 | PRI              |       |
| Humberto Páez Galván              | 01-10-1988–30-09-1991 | PRI              |       |
| Efrén Cárdenas                    | 01-10-1991–30-09-1994 | PRI              |       |
| Antonio Venancio Páez Galván      | 01-10-1994–30-09-1997 | PRI              |       |
| María de los Ángeles Vega Calzada | 01-10-1997–30-09-2000 | PAN              |       |
| Francisco Páez Galván             | 01-10-2000–30-09-2003 | PRI              |       |
| Antonio Venancio Páez Galván      | 01-10-2003–30-09-2006 | PAN              |       |
| Teódulo Contreras Martínez        | 01-10-2006–30-09-2009 | PAN Panal        |       |
| Adriana Vega Calzada              | 01-10–2009–30-09-2012 | PAN Panal        |       |
| Salvador Hernández Gallegos       | 01-10-2012–30-09-2015 | PRD PT MC        |       |
| Antonio Venancio Páez Galván      | 01-10-2015–30-09-2018 | PRI Panal        |       |
| Antonio Venancio Páez Galván      | 01-10-2018–30-09-2021 | PRI              |       |
| Emmanuel Castro Álvarez           | 01-10-2021–30-09-2024 | PAN PRI          |       |
| Antonio Venancio Páez Galván      | 01-10-2024–           | PCP              |       |